# Estadio Pierre de Coubertin
El Estadio Pierre de Coubertin (en francés: Stade Pierre de Coubertin) es un pabellón deportivo en París, Francia. Es la sede del equipo de balonmano del Paris Saint-Germain.
El estadio Pierre de Coubertin se abrió en 1937 para la Exposición Universal. Fue reconstruido en 1946 tras quedar muy dañado por los bombardeos de la Segunda Guerra Mundial. Durante la masacre de París (1961) fue utilizado como centro de detención. En 1990, el estadio se sometió a una renovación, que incluyó una nueva fachada, la ampliación de su capacidad de asientos y la adición de varias áreas de servicio. En la actualidad, tiene una capacidad de 4 835 asientos.

Además de haber sido previamente el campo de los equipos de baloncesto Paris Basket Racing, Paris-Levallois Basket y Metropolitans 92, cada año, el Estadio Pierre de Coubertin también acoge varios eventos deportivos, como el Grand Prix de esgrima: Challenge International de Paris (en enero) y el Challenge Monal (en febrero), el torneo de tenis femenino Open Gaz de France y el Internationaux de France de Badminton. El estadio ha sido seleccionado para ser la sede de las competiciones de golbol en los Juegos Paralímpicos de Verano de 2024.

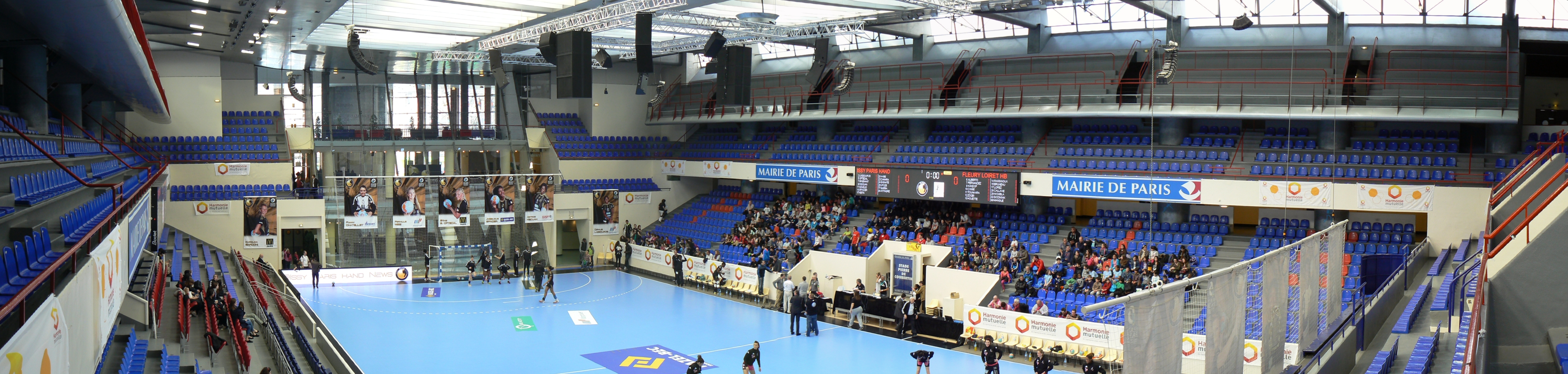
Panorámica interior.